# フランソワ・オランド
フランソワ・ジェラール・ジョルジュ・ニコラ・オランド（フランス語: François Gérard Georges Nicolas Hollande、1954年8月12日 - ）は、フランスの政治家。社会党所属の国民議会議員（5期）。第24代フランス大統領、アンドラ共同大公、チュール市長、社会党第一書記、コレーズ県議会議長を歴任した。

## 来歴
セーヌ＝マリティーム県ルーアンにて、耳鼻咽喉科の医者であるジョルジュ・オランドを父に、ソーシャルワーカーのニコール・トリベールを母に誕生する。
パリ西部近郊ヌイイ＝シュル＝セーヌに居住し、リセ・パストゥールに通った。1972年、バカロレアに合格。パリ第2大学（通称:パンテオン・アサス）で法学士の学位を取得。1974年以降HEC経営大学院（パリ経営大学院）とパリ政治学院（シアンス・ポ）に入学。シアンスポでは公共政策のディプロマをとり、また、フランス全学連の委員長を務める。さらに、フランソワ・ミッテラン支援委員会の委員長を務めていたが、1979年にオランド自身社会党に入党している。1980年にフランス国立行政学院（エナ）に入学し、セゴレーヌ・ロワイヤルともこの頃に出会う。エナを7番で卒業後にフランス会計監査院の検査官となる。その後はジャック・アタリ、ジャック・ドロールの後押しにより、フランソワ・ミッテランの参事官となる。

### 政界入り
1981年にジャック・シラクの対立候補として1981年フランス議会総選挙に立候補するが、第1回選挙で敗退する。シラクが50パーセント以上の得票率であったのに対し、オランドの得票率は26パーセントでしかなかった。しかしミッテランの大統領選挙勝利によって、側近であるオランドは大統領官邸での任務（経済問題）を担当することになる。1983年にピエール・モーロワ内閣で次々に現れた2人のスポークスマンであるマックス・ガロとロラン・デュマの官房長となる。同年に市町村議会選挙に立候補するが敗れ、ジャック・シラクの選挙区であるコレーズ県ユセルの市町村参事会員となる。
1984年に派閥争いに嫌気がさし、数人の友人で特にジャン・イヴ＝ル・ドリアン、ジャン・ピエール＝ミニャール、ジャン・ミシェル＝ガイヤールなどと共に社会党の超派閥集団を結成した。
1988年にミッテランの大統領が再選された後、コレーズ県第1選挙区で53パーセントの得票数を得て国民議会議員に当選。同年から1991年まで政治学院で第3学年の学生に経済学を教える。1990年にレンヌの党大会でモロワ＝メルマッズ＝ジョスパンの動議を支持した。
1993年に国民議会議員の任期を終了すると、1997年までジャック・ドロールの政治集団「クラブ・テモワン」を主宰する。現在彼は名誉会長を務める。会計監査院行政官としてのオランドは、弁護士職と同等の資格を持っており、暫くの間友人のジャン・ピエール＝ミニャールの事務所で働く。

### 社会党第一書記

オランドとセゴレーヌ・ロワイヤル。(2007年フランス国民議会選挙での社会党大会にて)

1994年に社会党で経済問題担当全国書記となる。ジャック・ドロールが大統領選への立候補を断念した後、リオネル・ジョスパンに接近する。ジョスパンは自らの大統領選挙キャンペーンの、また1995年10月には社会党のスポークスマンに起用した。
多元的左翼勝利の後、1997年に再び代議士（得票率54パーセント以上をもって）となり、ジョスパンも首相に指名された。ジョスパンは自らの後継者として社会党第一書記（党首）の地位をオランドに託した。以後10年間に渡ってフランス社会党第一書記を務めた。調整型といわれる半面リーダーとしての決断力に欠けるとの声もある。
1999年に欧州議会議員に選出され、社会主義インターナショナルの副議長に選出されている。2001年からはチュール市長も務めた。
2007年には同年の大統領選挙にも出馬したセゴレーヌ・ロワイヤルとの事実婚関係を解消した。その後ジャーナリストのヴァレリー・トリールヴァイレールと事実婚関係となった。

### 第24代フランス大統領
2012年フランス大統領選挙への出馬を目指し、社会党の予備選挙に立候補を表明した。2010年10月に行われた予備選挙の決選投票で現在の第一書記であるマルティーヌ・オブリーを破り、大統領選挙の公認候補に選出された。
2012年4月22日に施行された2012年フランス大統領選挙第1回投票で得票率28パーセントを獲得し、現職のニコラ・サルコジを抑えて第1位となったが、過半数を獲得できなかったため、規定により5月6日の決選投票に持ち込まれた。5月6日の決選投票で過半数を獲得し、サルコジを下して初当選を果たした。
2012年5月15日にエリゼ宮で就任式が執り行われ、正式に第24代フランス大統領に就任した。新内閣の首相にはジャン＝マルク・エロー社会党議員団長を指名した。また、大統領選挙での公約通り、女性閣僚を34名のうち半数の17名に増やし、大統領と閣僚の給与を30パーセント削減した。富裕層を中心とした増税策を次々と打ち出し、100万ユーロを超える所得のフランス人は75パーセントの富裕税を課されるようになった。これを受けて、実業家や俳優がフランスから他国に移り住む事例が増えている。
2013年1月にはマリ共和国政府の要請を受けてマリの反政府勢力への拠点に空爆を行い、フランス陸軍も展開した（セルヴァル作戦）。2月2日には、軍事作戦が続くマリの首都バマコを訪問して市民向けの演説や軍事施設に激励を行ったほか、9月19日には新大統領の就任式のため再びバマコを訪問している。
2013年5月18日には同性結婚の合法化案に署名・成立させた。2013年6月にはフランス大統領として17年ぶりに日本を訪問した。オランドは数人の大臣を含む総勢40人の代表団を伴っており、天皇・皇后及び安倍晋三首相などと会談した。
失業対策や経済政策を重大な公約に掲げて大統領に当選したが、就任以来フランスの経済は低迷を続けている。財政赤字は公約した国内総生産の3パーセントを超え、失業率も増えて10パーセントを超えている。2013年10月、フランスの調査会社イプソスが行った世論調査では、オランドの支持率は24パーセントであった。これは1996年から調査を始めてからの、歴代大統領の中でも最低である。
2014年1月、女優との不倫が発覚。これによりトリールヴァイレールとの事実婚関係も解消した。2014年1月16日、オランド大統領などに抗議する男性が、パリの国民議会前で馬糞をまくパフォーマンスを行った。
2014年1月14日には家族手当の原資となる企業拠出金を2017年までに廃止するなど、企業を優遇する方針を発表した。フランスのメディアからは、「それでも社会党政権と言えるのか」「結局サルコジ前右派政権とどう違うのか」という声が出ている。さらに、事業家のみならずサッカーリーグなどから反発を買ったばかりか、税収がはかばかしくなかったために2015年1月1日付で75パーセントの富裕税を廃止した。
2015年1月のシャルリー・エブド襲撃事件や後述の11月のテロ事件の直後には、いずれも一時的に支持率が上昇したが長続きせず、仏IFOP（Institut français d'opinion publique、フランス世論研究所）の世論調査によれば、2016年4月には就任以来最低の14パーセントまで落ち込んでいる。10月のルモンド紙の調査では支持率が4%にまで落ち込んだ。同年11月にはパリ同時多発テロ事件を受け、報復としてシリアのラッカでISILを標的とした大規模な空爆を実施した。その後、議会で演説し「フランスは戦争状態にある」と述べ、空爆を強化する方針を表明した。
2017年フランス大統領選挙への立候補を検討していたが、低迷し続ける経済雇用問題や支持率により社会党内の意見が分かれ、オランド自身も「私が立候補しても力を結集できない」として、2016年12月に任期満了とともに大統領を退任する方針を明らかにした。現職の大統領が2期目の出馬を断念したのは、現在の政治体制であるフランス第五共和政になってから初めてのことである。
2017年5月14日、任期満了で退任した。後任にオランドの側近として大統領府副事務総長や経済・産業・デジタル大臣を務めたエマニュエル・マクロンが就任した。

### 大統領退任後
大統領退任後は議員など公職には就かなかったが、2024年6月に執行された欧州議会選挙で右派が躍進したこともあり、同月末の議会総選挙に左派連合『新人民戦線』の統一候補としてコレーズ県より立候補し、当選した。

## 政策・主張

### エネルギー
- 2012年の大統領選挙では原発依存度を75パーセントから50パーセントに引き下げる公約を掲げた[26]。

### 外交
- 日本の国際連合安全保障理事会常任理事国入りを支持するなど[27]伝統的な日仏関係を継承しつつ、大統領就任にあたっては「岐路の日本：信頼関係の再構築」と題する報告書を作成、サルコジ前政権の中国偏重を批判し、アジアにおいて日本を重視し、関係を再構築する姿勢を鮮明にした[28]。
- 2016年アメリカ合衆国大統領選挙でドナルド・トランプが勝利した際に「不確実性の時代」の到来との見方を示すコメントを発表した[29]。

### 構造改革
EU側はフランスに構造改革実施とフランスの政府債務削減を要求している。オランド政権は失業率が10パーセントを超える状況が継続している中でも構造改革を急ぐことをEU側に約束している。
オランドはフランス国内の雇用の流動性を高めることを望んでいる。2015年秋にはフランスの社会モデルは分解して改良しなくてはならないとまで述べている。
2016年1月下旬、オランドは労働市場の本格的な構造改革を断行し始めた。2016年1月時点での現行法では、企業は従業員の非自発的残業に対して1時間あたり1割から5割程度余分に給料を払う義務がある。
だが今後は従業員をより安い手当てで残業させる権利を企業が得ることになる。マニュエル・ヴァルス首相は「週35時間労働への例外はもはや法律違反では無い」と述べた。エマニュエル・マクロンはオランド政権下での経済大臣であり、ロスチャイルド銀行出身である。マクロンは経済政策に関しては労働者よりも企業よりであり、さらなる構造改革を望む。マクロンは時間外労働への手当て義務をスクラップにしたがっている。
Benoit Hamon教育大臣はこの動きに逆らい大臣を罷免された。労働組合やフランス社会党の中の左派もオランドの労働市場改革を批判している。
オランド政権の労働市場改革に抗議するためのデモが2016年3月9日に行われた。
パリで2万8000人が参加し、フランス全体では約40万人が集まった。オランドの改革案が可決されれば企業側が従業員を解雇しやすくなり、退職慰労金にも上限が課される。デモでは、従業員を解雇しやすくする法改正を支持したフランス企業運動にも怒りの矛先が向けられた。パリのデモ隊は午後にはレピュブリック広場に集結した。

## 公職
国民議会webページによる。

### 国政
- 1988年6月12日 - 1993年4月1日 : 国民議会議員
- 1997年6月1日 - 2012年5月14日：国民議会議員
- 2012年5月15日 - 2017年5月14日：フランス第24大統領

### 地方
- 1983年3月17日 - 1989年3月12日 : ユセル市会議員
- 1989年3月17日 - 1995年6月18日 : チュール市副市長
- 1992年3月23日 - 1992年3月30日 : リムーザン地域圏議会議員
- 1995年6月25日 - 2001年3月18日 : チュール市会議員
- 1998年3月16日 - 2001年4月2日 : リムーザン地域圏議会議員
- 2001年3月19日 - 2008年3月9日 : チュール市長
- 2008年3月20日 - 2011年3月27日 : コレーズ県会議長

### 欧州議会
- 1999年7月20日 - 1999年12月17日 : 欧州議会議員

## 栄典
- 2012年 - レジオンドヌール勲章グランクロワ
- 2012年 - 国家功労勲章グランクロワ
- 2012年11月16日 - ポーランド白鷹勲章
- 2012年11月21日 - イタリア共和国功労勲章
- 2013年5月31日 - 大勲位菊花大綬章

## 家族
パートナーであった政治家セゴレーヌ・ロワイヤルとの間に4人の子供がいるが、事実婚関係を解消した後、ジャーナリストのヴァレリー・トリールヴァイレールと民事連帯契約となった。結婚はしていないので、アメリカのメディアなどは、ヴァレリー・トリールヴァイレールをファーストレディではなくファーストガールフレンドと呼んでいる。
2014年1月11日、フランスの女優ジュリー・ガイエとの不倫疑惑が報じられた。オランドはプライバシーの侵害として、報じた芸能誌を訴える意思を示しているが、事実関係は否定していない。1月15日、オランドは不倫の事実を認めた。これによりトリールヴァイレールは10日間寝込み、2014年1月25日、関係を解消。

## 発言
2015年9月ギリシャ議会総選挙でSyrizaが勝利したが、オランドはアレクシス・チプラスの勝利を祝った最初の主要国首脳であった。オランドは、その選挙結果をチプラスの大きな成功であるとし、ギリシャは多数による安定政治の時期が必要だと述べた。

## 暴露本
2007年、事実上の妻であるセゴレーヌ・ロワイヤルが大統領選に敗北して間も無くフランス高級紙「ル・モンド」の記者2人による著作「運命の女」が出版された。これは、それまでオシドリ夫婦と見られたオランドとロワイヤルが10年以上前から「仮面夫婦」の状態であることを暴露したものである。同書の中には1995年にロワイヤルが大統領選出馬を考えていたが、オランドが反対したことや、オランドの浮気などの様々な面で対立や軋轢が両者の間にあったことを、綿密な調査のもと書いている。オランドとロワイヤルはこの本の内容を否定したが、フランス国内では15万部が売れるベストセラーになった。
なお2007年6月に両者は別居し、関係を解消している。
さらに、2014年に関係を解消したヴァレリー・トリールヴァイレールも、オランドとのエリゼ宮殿で過ごした日々を綴った暴露本を出版した。この本で、オランドは決断力のない指導者として描かれている。またオランドについて「彼は自らが富裕層が好きでないように見せているが、実際には貧困層を嫌っている。プライベートでは貧困層を『無力だ』と呼んでいる」と本の中で語っている。この暴露本は、庶民派として若者や労働者層を支持基盤としてきたオランドにとって打撃となっており、オランドは本の内容について「私を傷つけるウソ」であると反論した。

## 姓について
オランド (Hollande) はフランス語でオランダ、より狭義的にはホラントを意味し、オランド家はオランダ系の家系である。